# Hannah Cain
Hannah Cain (Arksey, 11 febbraio 1999) è una calciatrice inglese naturalizzata gallese, attaccante del Leicester City e della nazionale gallese.

## Carriera

### Nazionale
Cain ha iniziato a essere convocata dalla Federcalcio gallese nell'aprile 2014, inizialmente per vestire la maglia della formazione under 16 in un torneo giocato in Irlanda del Nord. Nello stesso anno arriva anche la prima convocazione con l'under 17, disputando con questa rappresentativa un'amichevole vinta in agosto sulle pari età dell'Irlanda del Nord.
In seguito Cain sceglie di rappresentare l'Inghilterra, chiamata dal tecnico federale John Griffiths nella selezione under 17 impegnata nella fase finale all'Europeo di Bielorussia 2016, venendo impiegata in 4 dei 5 incontri giocati dalla sua nazionale e contribuendo, anche segnando una rete nell'incontro vinto 4-1 sulla Serbia, al percorso della sua nazionale che, dopo aver chiuso al primo posto e a punteggio pieno la fase a gironi, viene superata di misura dalla Germania, 4-3 il risultato, in semifinale, riuscendo poi ad aggiudicarsi il terzo posto battendo la Norvegia, posizione che le consente anche di accedere al Mondiale di Giordania 2016. Nuovamente inserita in rosa, Griffiths la impiega in tre dei quattro incontri disputati dall'Inghilterra nel Mondiale, superando come seconda classificata del gruppo C la fase a gironi ma venendo eliminata dal Giappone, vincitrice dello scontro diretto per 3-0, ai quarti di finale.
Chiamata in under 19 nel corso del 2017, Cain deve attendere l'anno successivo per debuttare con questa selezione disputando la fase élite di qualificazione all'Europeo di Svizzera 2018, giocando tutti i tre incontri della fase, segnando anche due reti, nella vittoria per 6-0 sulla Slovacchia e nella sconfitta per 3-2 con la Germania, risultato quest'ultimo che compromette l'accesso alla fase finale.
Nel settembre 2021 Cain decide di tornare a vestire la maglia del Galles, ripartendo dalla nazionale maggiore, convocata dalla selezionatrice Gemma Grainger in occasione delle qualificazioni, nel gruppo I del girone UEFA, al Mondiale di Australia e Nuova Zelanda 2023, scendendo in campo per la prima volta il 26 ottobre 2021 nella netta vittoria per 4-0 sull'Estonia.
Cain viene convocata anche in occasione della Pinatar Cup 2023, dove la sua nazionale termina al secondo posto.

## Palmarès

### Club
- Campionato inglese di seconda divisione: 1

Leicester City: 2020-2021